# Príncep de Gal·les
|  | Per a altres significats, vegeu «Illa del Príncep de Gal·les». |

El títol de Príncep de Gal·les és, des de 1301, el títol de l'hereu de la monarquia britànica. L'actual príncep de Gal·les és Guillem, fill del rei Carles III i de la princesa Diana de Gal·les.
Al contrari que els títols de Duc de Cornualla i Duc de Rothesay, conjuntament amb els títols de Comte de Carrick, Baró Renfrew i Senyor de les Illes, que els adquireix al néixer l'hereu de la corona o per l'ascensió del seu progenitor a la corona, la creació del títol de Príncep de Gal·les depèn de la voluntat del sobirà. Per això mateix, va quedar vacant el 8 de setembre de 2022 quan el seu titular anterior (i amb més antiguitat), va pujar al tron com a Carles III després de la mort de la seva mare, la reina Elisabet II. L'endemà mateix, el rei va donar el títol al seu fill primogènit Guillem, duc de Cornualla i de Cambridge.
El lema del Príncep de Gal·les és, en alemany, Ich dien (jo serveixo). Tradicionalment el príncep de Gal·les és investit al Parlament de Westminster malgrat que en els dos darrers casos s'ha realitzat al Castell de Caernarfon l'any 1911 pel futur rei Eduard VIII del Regne Unit, i el 1969, pel príncep Carles de Gal·les.
El Principat de Gal·les portà annexat el títol de comte de Chester. Aquesta convenció formal s'inicià l'any 1399.

## Origen del títol
La tradició la va iniciar Eduard I d'Anglaterra el 1301 que va donar aquest títol al seu fill, el príncep Eduard i futur Eduard II d'Anglaterra, després de l'annexió del País de Gal·les per Anglaterra (a través de l'Estatut de Rhuddlan) i de la mort de l'últim Príncep de Gal·les d'ascendència gal·lesa, Llywelyn ap Gruffydd, a prop de Cilmeri.
Segons una famosa llegenda, el rei va prometre als gal·lesos conquerits que nomenaria "un príncep nascut a Gal·les, que no parlés una paraula d'anglès i fos de casa noble" i després va nomenar al seu fill com príncep per a sorpresa d'aquells que en ésser un nadó no sabia un mot de cap paraula. No obstant això, Eduard II realment va néixer a Caernarfon, Gal·les, mentre el seu pare lluitava en aquelles terres, i com molts infants és probable que en aquell temps no parlés anglès. En realitat, en créixer a la cort és probable que el seu primer idioma fos el francès i no l'anglès.

## Llista de prínceps de Gal·les
1. 1267-1282: Llywelyn ap Gruffudd

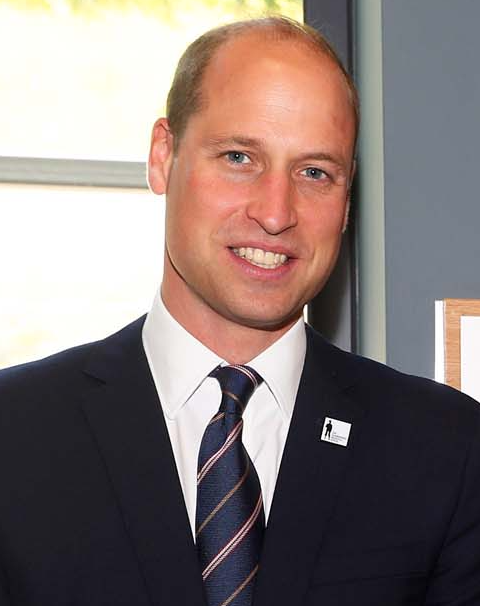
Guillem, l'actual Príncep de Gal·les

1. 1301-1307: Eduard de Caernarvon, fill d'Eduard I d'Anglaterra
2. 1343-1376: Eduard, el Príncep Negre, net de l'anterior, no va ascendir al tron
3. 1376-1377: Ricard de Bordeus, fill de l'anterior
4. 1399-1413: Enric de Monmouth, fill d'Enric IV d'Anglaterra
5. 1454-1471: Eduard de Westminster, fill d'Enric VI d'Anglaterra, no va ascendir al tron
6. 1471-1483: Eduard, fill d'Eduard IV d'Anglaterra
7. 1483-1484: Eduard de Middleham, fill de Ricard III d'Anglaterra
8. 1489-1502: Artur Tudor, fill d'Enric VII d'Anglaterra
9. 1504-1509: Enric Tudor, germà de l'anterior
10. 1610-1612: Enric Stuart, fill de Jaume I d'Anglaterra, no va ascendir al tron
11. 1616-1625: Carles Stuart, germà de l'anterior
12. 1714-1727: Jordi, fill de Jordi I de la Gran Bretanya
13. 1729-1751: Frederic, fill de l'anterior, no va ascendir al tron
14. 1751-1760: Jordi, fill de l'anterior
15. 1762-1820: Jordi, fill de l'anterior
16. 1841-1901: Albert Eduard, fill de Victòria I del Regne Unit
17. 1901-1910: Jordi, fill de l'anterior
18. 1910-1936: Eduard, fill de l'anterior
19. 1958-2022: Carles, fill d'Isabel II del Regne Unit
20. Des del 2022: Guillem, fill de l'anterior